# 桂壽一
桂 壽一（桂 寿一、かつら じゅいち、1902年6月16日 - 1985年11月20日）は、日本の哲学者。専門は西欧近世哲学。

## 人物
東京生まれ。1926年東京帝国大学卒。旧制新潟高等学校教授を経て、戦後東京大学教養学部教授を務め、1953年文学部哲学科教授、文学部長を務め、1963年定年退官、同年中央大学教授。1965年日本学士院会員。デカルトなど近世初期哲学を専攻。

## 著書
- 『デカルト哲学研究』近藤書店 1944
- 『デカルト哲学の発展』近藤書店 1948
- 『西洋近世哲学史 第1』岩波書店 1951、復刊1982
- 『スピノザの哲学』東京大学出版会 1956、復刊2009
- 『デカルト哲学とその発展』東京大学出版会 1966、復刊1982
- 『哲学概説』東京大学出版会 1974
- 『近世主体主義の発展と限界』東京大学出版会 1974
- 『懐かしの哲学者』東京大学出版会 1979

### 翻訳
- ハルトマン『批判的存在論一般は如何にして可能なるか』（哲学論叢）岩波書店　1928
- ルネ・デカルト『哲学原理』岩波文庫 1964、改版2010
- フランシス・ベーコン『ノヴム・オルガヌム(新機関)』岩波文庫 1978